# Озерне (Краматорський район)
Озерне (до 20 грудня 1949 року  — хутір Хайлівка, з 20 грудня 1949 по 18 лютого 2016 року — Іллічівка) — село в Україні, у Лиманській міській територіальній громаді Краматорського району Донецької області. Населення складає 171 особа.

## Історія
Указом Президії Верховної ради УРСР від 20 грудня 1949 року хутір Хайлівка перейменований в село Іллічівка, а Дібровська сільська рада перейменувана в Іллічівську сільську раду.
23 липня 2015 року, в ході децентралізації, Криволуцька сільська рада об'єднана з Лиманською міською громадою.
4 лютого 2016 року, відповідно з Постановою Верховної Ради України, в рамках Закону України «Про засудження комуністичного та націонал-соціалістичного (нацистського) тоталітарних режимів в Україні та заборону пропаганди їхньої символіки» село Іллічівка було перейменоване в Озерне. Постанова набула чинності 18 лютого 2016 року.
17 липня 2020 року, в результаті адміністративно-територіальної реформи та ліквідації Лиманського району, село увійшло до складу Краматорського району.
Наприкінці травня 2022 року, в ході російського вторгнення в Україну та боїв за Лиман село Озерне було тимчасово окуповано російськими загарбниками.
4 вересня 2022 року нацгвардійці військової частини 3035, спільно з 63-м батальйоном, 103-ої бригади тероборони звільнили село Озерне від російських окупантів. 8 вересня 2022 року Генеральний штаб Збройних сил України офіційно повідомив про повний контроль України над цим населеним пунктом.

## Населення

### Мова
Розподіл населення за рідною мовою за даними перепису 2001 року:
| Мова            | Кількість | Відсоток |
| --------------- | --------- | -------- |
| українська      | 254       | 96.58%   |
| російська       | 7         | 2.66%    |
| білоруська      | 1         | 0.38%    |
| інші/не вказали | 1         | 0.38%    |
| Усього          | 263       | 100%     |